# Cappella di Poggi del Sasso
La cappella di Santa Maria del Carmine, nota anche come Il Chiesino, è un edificio situato nel comune di Cinigiano. La sua ubicazione è nella parte nord-occidentale del territorio comunale, presso la località rurale di Poggi del Sasso, su un poggio che sovrasta la strada comunale dei Poggi.
L'edificio religioso fu costruito attorno alla prima metà del Seicento come cappella rurale.
Il Chiesino si presenta come un piccolo edificio religioso ad aula unica a pianta rettangolare, caratterizzato da strutture murarie esterne quasi interamente rivestite in pietra. Al centro della facciata anteriore si apre il semplice portale ligneo d'ingresso architravato di forma rettangolare, sopra il quale si apre un piccolo rosone di forma circolare, che caratterizza la parte superiore della facciata. Il tetto a capanna costituisce la base di appoggio per il caratteristico campanile a vela in laterizio con un'unica cella campanaria ad arco tondo, che trova appoggio sulla copertura che sovrasta la parte centrale della facciata anteriore. Al suo interno si trova un altare ligneo e una nicchia nella quale era collocata la Madonna, oggi conservata nella Chiesa di Santa Margherita.